# Sede da Organização das Nações Unidas
A Sede da Organização das Nações Unidas está localizada em Nova Iorque, Estados Unidos. Foi projetada por uma equipe de arquitetos de diversos países, liderada por Wallace Harrison, sendo o projeto final baseado nas propostas de Oscar Niemeyer e Le Corbusier. Foi construída entre 1949 e 1952 e está localizada no setor leste de Manhattan.
As Nações Unidas possuem três sedes adicionais, subsidiárias e regionais. Estas foram abertas em Genebra em 1946, em Viena em 1980 e em Nairóbi, em 2011. Todas estas sedes adicionais representam conjuntamente os interesses das Nações Unidas, facilitam atividades diplomáticas e gozam de extraterritorialidade; porém somente o complexo em Nova Iorque sedia os principais organismos da organização, incluindo a Assembleia Geral e o Conselho de Segurança. Todas as quinze agências especializadas das Nações Unidas estão sediadas em locais fora da cidade de Nova Iorque.
A propriedade ocupada pela sede das Nações Unidas e os espaços dos prédios adjacentes estão sob administração e controle da organização e não do governo estadunidense, sendo considerados território internacional através de um acordo entre os dois governos. Contudo, em troca de obter serviços urbanos e de segurança prestados por Nova Iorque, as Nações Unidas optaram por acolher a maioria das leis locais.
A sede das Nações Unidas foi construída por etapas, sendo a principal delas empreendida entre 1948 e 1952. A sede ocupa cerca de 18 acres de terra nas margens do rio East, compradas por Nelson Rockefeller. A propriedade, que pertencia originalmente a William Zeckendorf, foi negociada por Rockefeller após não ser aceita a oferta de utilizar sua mansão particular - Kykuit - como sede da organização, por conta da distância de Manhattan. A compra, no valor de 8,5 milhões de dólares, foi finalizada por John D. Rockefeller, Jr., que doou a propriedade à administração local.

## Construção

### Equipe de projeto

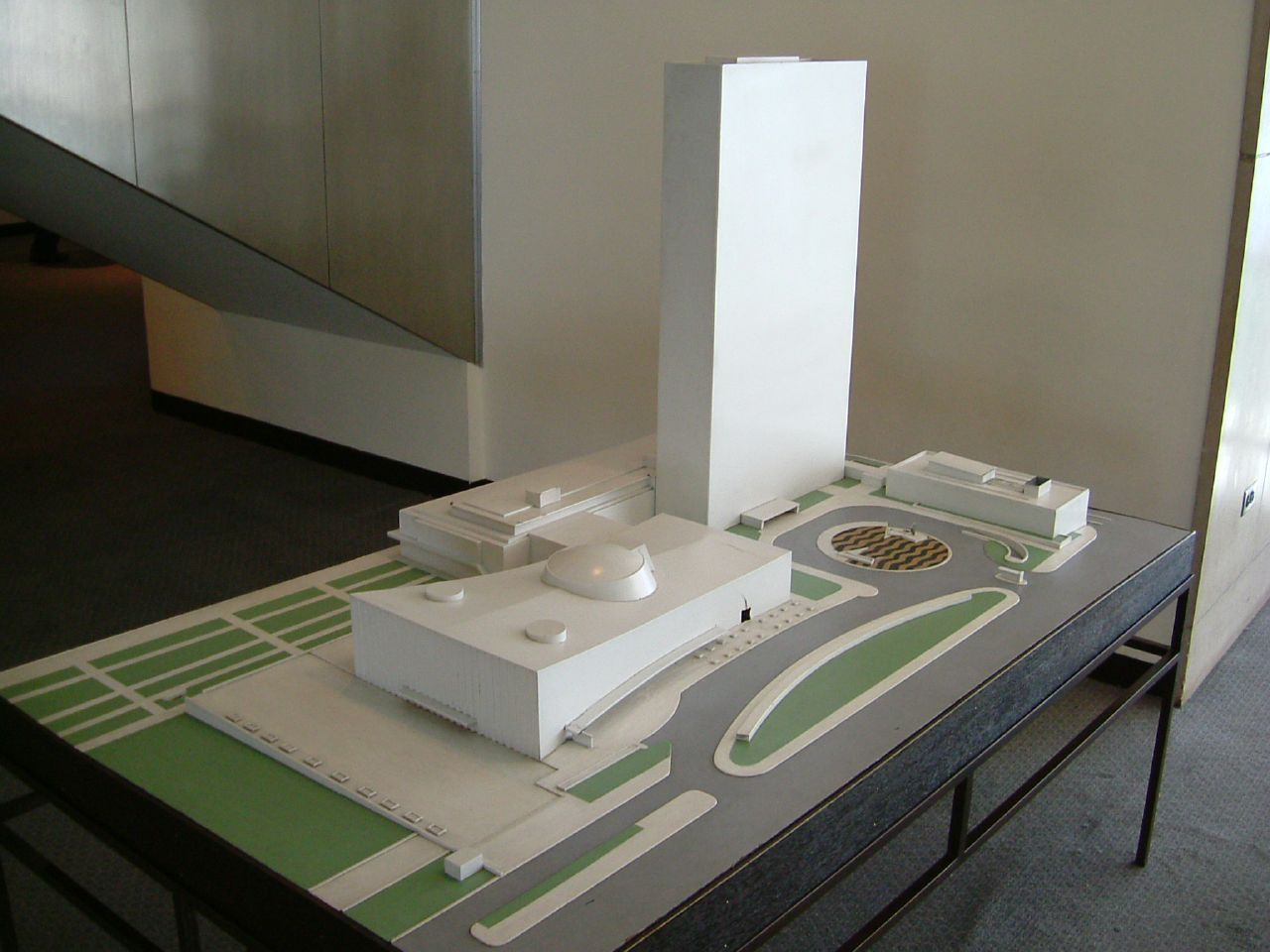
Modelo em escala da Sede das Nações Unidas.

O local onde hoje se encontra a sede das Nações Unidas era originalmente um abatedouro antes da doação pelos Apartamentos Tudor City, de propriedade da Família Rockefeller. Enquanto a organização planejava construir uma cidade independente e torná-la uma "nova capital internacional", diversos obstáculos mudaram o foco para uma construção mais simples. Como a diminuta propriedade às margens do Rio East requeria algo em sentido vertical ao estilo do Rockefeller Center, foi decidido pela construção de um edifício de escritórios para sediar o Secretariado. Em reuniões realizadas entre fevereiro e junho de 1947, a equipe colaborativa produziu em torno de 45 projetos e variações. No entanto, ao invés de anunciar um concurso para o complexo projeto das Nações Unidas, optou-se por formar uma comissão de arquitetos de diversos países para a composição do projeto. O arquiteto estadunidense Wallace Harrison foi incumbido de coordenar os projetos e a equipe que consistia em: N.D. Bassov (União Soviética), Gaston Brunfaut (Bélgica), Ernest Cormier (Canadá), Le Corbusier (França/Suíça), Liang Ssu-cheng (China), Sven Markelius (Suécia), Oscar Niemeyer (Brasil), Howard Robertson (Reino Unido), G.A. Soilleux (Austrália) e Julio Villamajo (Uruguai).
Niemeyer foi convocado por Corbusier para uma reunião logo após sua chegada em Nova Iorque. O arquiteto franco-suíço já vinha enfrentando obstáculos para promover seu projeto (de número 23) e, portanto, pediu que Niemeyer não impusesse o seu isoladamente perante a Comissão de Projetos. Por outro lado, os dois passaram a colaborar em um projeto único e Niemeyer passou a não frequentar mais as reuniões regulares. Somente após insistência de Harrison e Max Abramovitz, o arquiteto brasileiro concordou em apresentar propostas na mesa de discussões. Por fim, a comissão acabou por selecionar o projeto de Niemeyer que, ao contrário de Corbusier, definiu prédios distintos para os diferentes órgãos das Nações Unidas. Niemeyer projetou que o Secretariado fosse erguido às margens do rio East tendo a Assembleia Geral logo à sua direita, criando uma ampla praça cívica à frente.

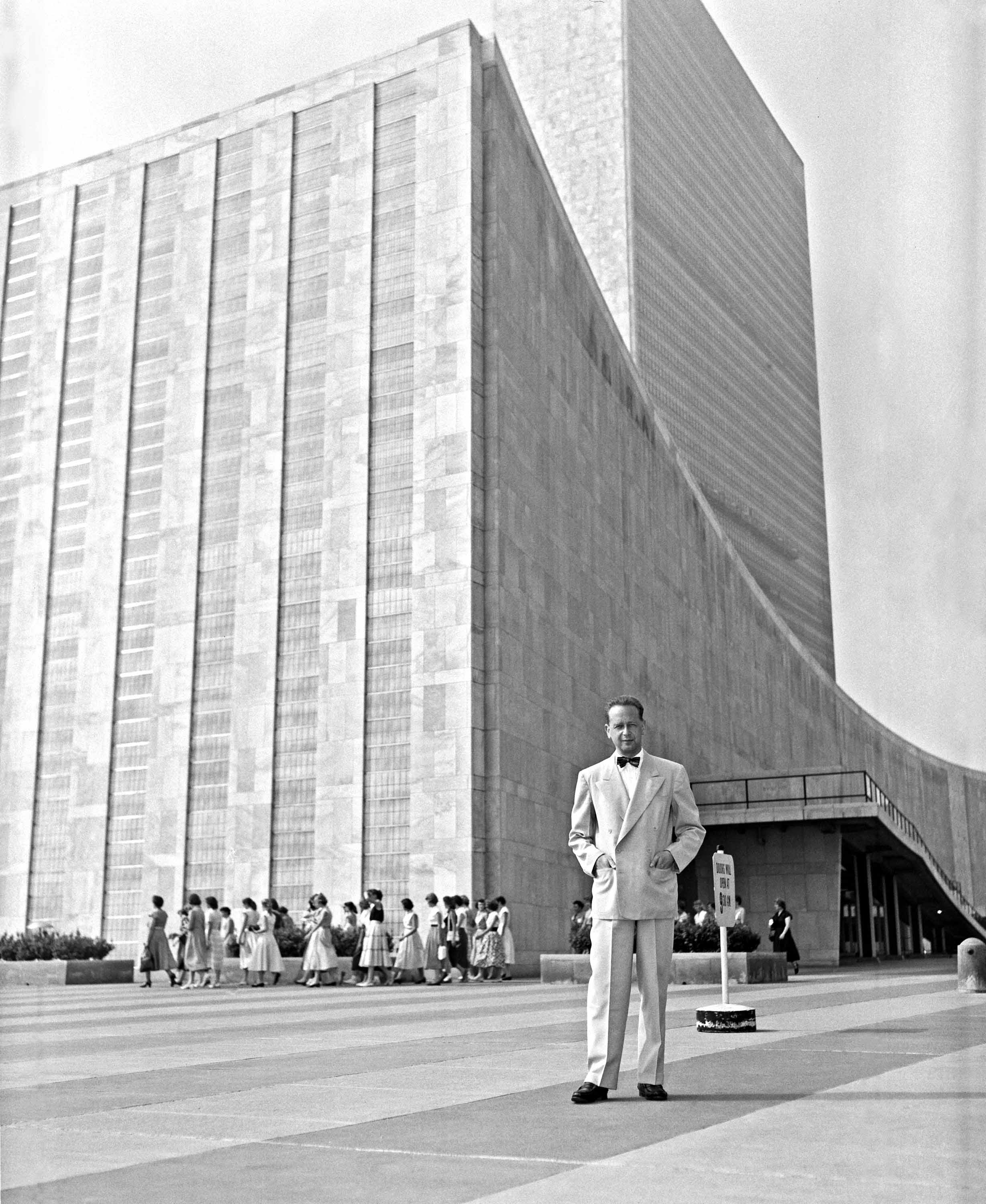
O Secretário-geral Dag Hammarskjöld à frente do Salão da Assembleia Geral, em 1953.

Após diversas discussões, Harrison, que estava à frente da Comissão de Planejamento, determinou que o projeto final seria uma combinação das propostas de Le Corbusier e Niemeyer. Corbusier havia projetado um longo prédio para abrigar tanto a Assembleia Geral como os demais conselhos e um edifício para o Secretariado erguendo-se logo atrás. O projeto de Niemeyer foi o mais absorvido, tendo o Salão da Assembleia Geral em destaque e um edifício de escritórios para o Secretariado.
Posteriormente, o arquiteto George Dudley, assistente de Harrison, afirmaria: "Ficamos impressionados em ver que o plano simples do local manteve a vista da Primeira Avenida para o rio, somente três estruturas, separadas, sendo que uma situa-se atrás junto ao rio..." Niemeyer também afirmaria que "a beleza será dos prédios no local apropriado!". "A comparação entre o prédio maciço planejado por Corbusier e a leveza estrutural de Niemeyer parecia estar na mente de todos". Pouco antes do início das obras, Corbusier voltou a insistir com Niemeyer para a realocação da Assembleia Geral para o centro do terreno, o que impediria definitivamente os planos do segundo para uma praça cívica. "Eu que ele [Corbusier] gostaria de realizar seu projeto, e ele era o mestre. Mas, não me arrependo da minha decisão". Juntos, os dois arquitetos submeteram o projeto "23-32", que foi executado e tornou-se a sede da Organização das Nações Unidas. Aliado às sugestões de outros arquitetos da comissão, a sede da organização foi na realidade o projeto "42G".

## Caráter internacional

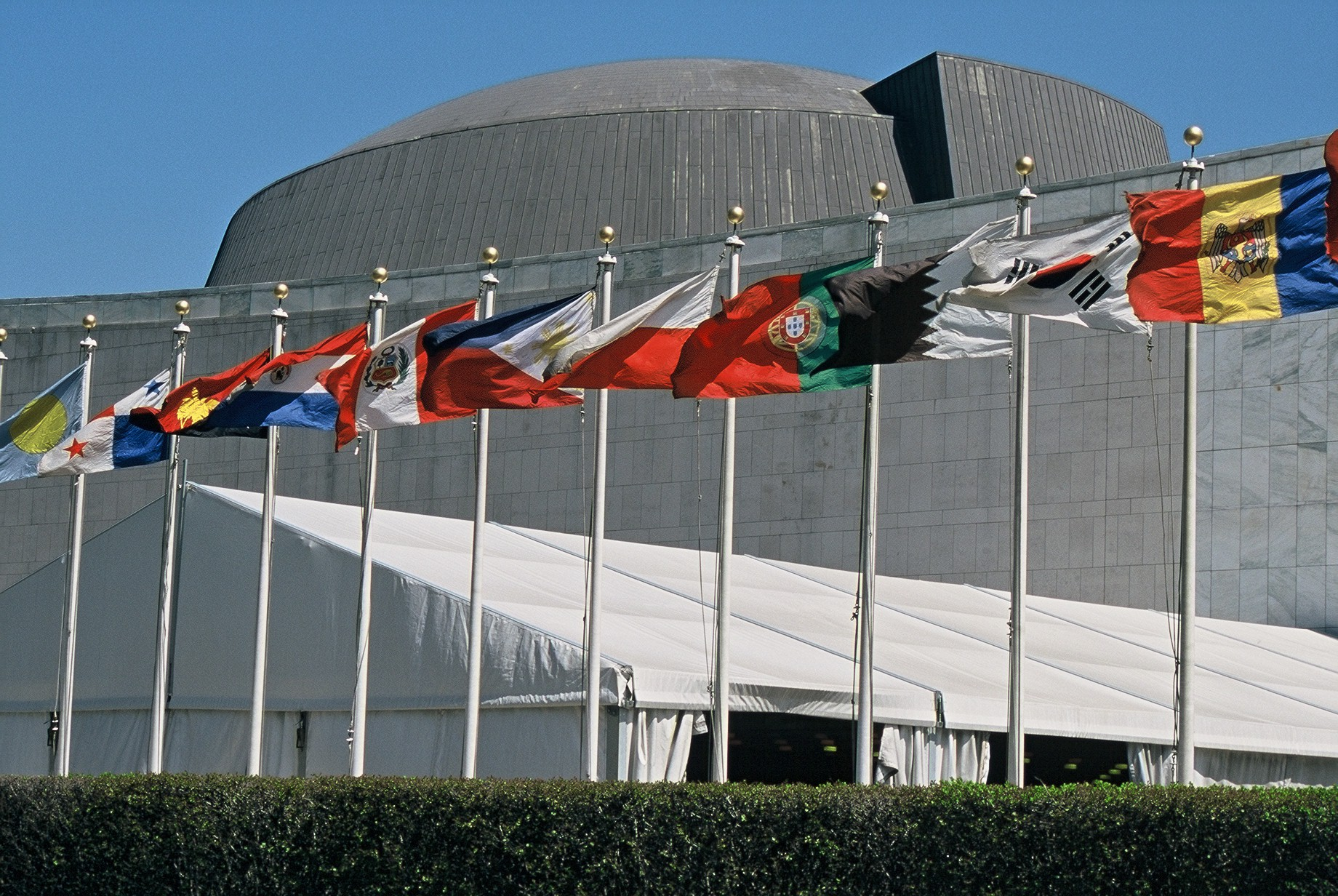
Bandeiras dos Estados-membros dispostas em ordem alfabética na fachada das Nações Unidas.

O local da sede das Nações Unidas possui status de extraterritorialidade. Isto afeta o cumprimento de algumas leis locais, já que muitas leis da cidade e do estado de Nova Iorque não são aplicadas no espaço da sede da organização; o que não retira, contudo, a punibilidade de atos criminosos. A sede das Nações Unidas permanece sob jurisdição da Lei estadunidense, porém, alguns dignitários possuem imunidade diplomática concedida pelo Secretariado, o que lhes impede de serem autuados pelas autoridades locais. Em 2005, o Secretário-geral Kofi Annan suspendeu a imunidade de Benon Sevan, Aleksandr Yakovlev e Vladimir Kuznetsov com relação ao Programa Petróleo por Alimentos, o que desencadeou na condenação dos três acusados pela Corte Federal do Distrito Sul de Nova Iorque. Posteriormente, Benon Sevan fugiu para o Chipre, enquanto Yakolev e Kuznetsov passaram pelo julgamento.
A moeda corrente no território das Nações Unidas é o dólar estadunidense. As estampas das Nações Unidas são emitidas em denominação do dólar estadunidense. Da mesma forma, devem ser seguidas as tarifas postais dos Estados Unidos.
As Nações Unidas definem árabe, chinês, inglês, francês, russo e espanhol como os seis idiomas oficiais da organização. Delegados fluentes em qualquer um destes idiomas são servidos de tradução simultânea para qualquer outro idioma. É permitido ao delegado discursar em um idioma não-oficial da organização, no entanto, deve prover um intérprete para si ou uma cópia traduzida de suas declarações. Por sua vez, o Secretariado das Nações Unidas, define inglês e francês como seus idiomas de trabalho.
O complexo usa como endereço oficial: "New York, NY 10017, USA". Por questões de segurança, todos os envios ao endereço são esterilizados, de forma que itens degradáveis podem ser enviados por correio. A Administração Postal dos Estados Unidos emite selos para uso exclusivo das Nações Unidas. A imprensa comumente usam "Nações Unidas" em detrimento de "Nova Iorque" ou "Estados Unidos" como localização em reconhecimento da condição de extraterritorialidade.

## Instalações

### Edifício da Assembleia Geral

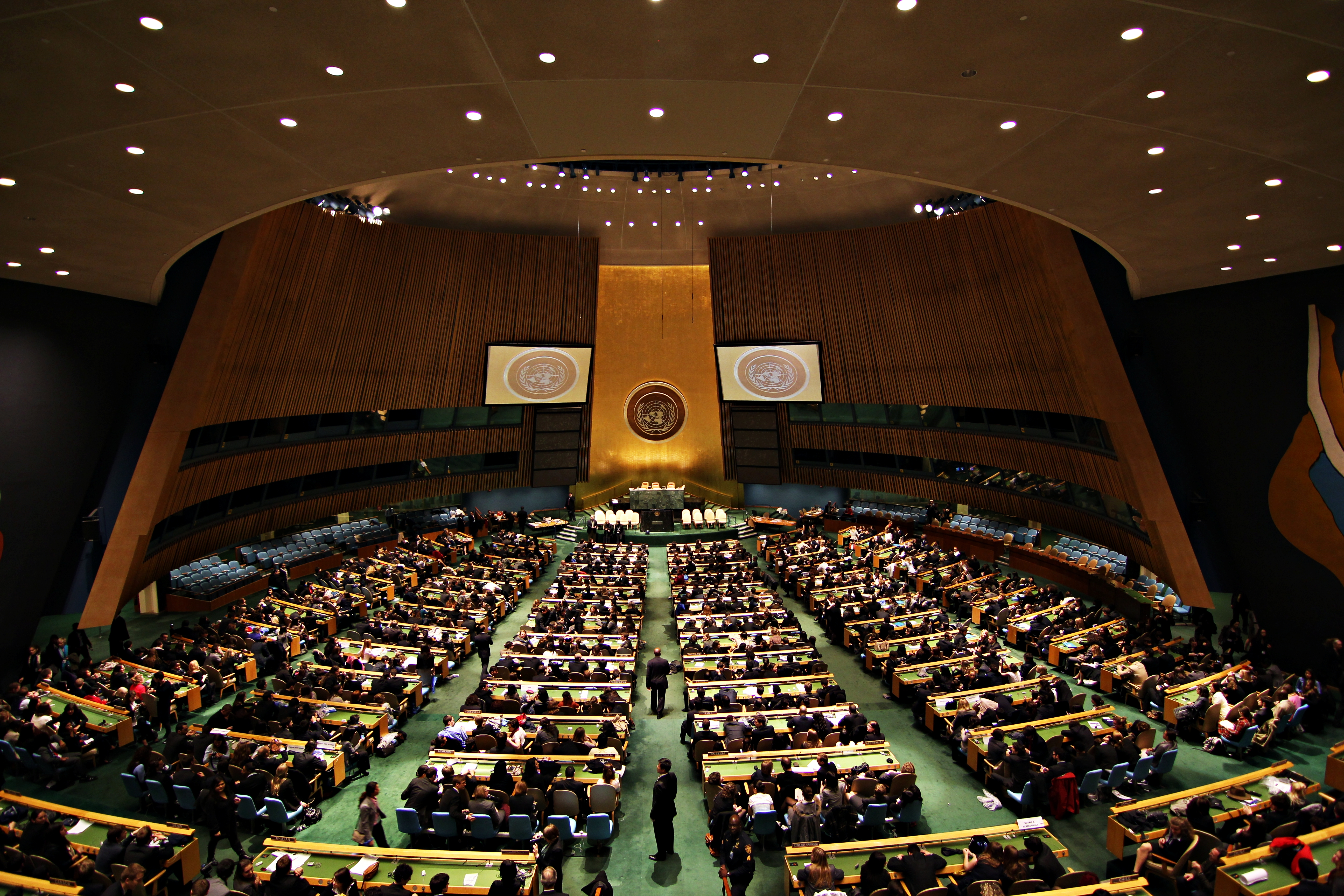
O plenário da Assembleia Geral das Nações Unidas.

O prédio da Assembleia Geral, sede da Assembleia Geral das Nações Unidas, abriga o plenário da Assembleia Geral e possui capacidade para 1 800 pessoas assentadas. Com 50 metros de altura e 35 metros de largura, é a maior sala no complexo. O plenário é adornado com murais do artista francês Fernand Léger. À frente da câmara, há a notória tribuna decorada em mármore verde, onde se assentam o Presidente e a comissão que preside a Assembleia Geral, assim como o púlpito dos oradores. Atrás da tribuna, há um emblema das Nações Unidas forjado em ouro. O telhado do prédio possui 23 metros de altura e é encimado por um discreto domo. Na entrada principal do prédio da Assembleia Geral, há uma citação do Gulistão, do poeta persa Saadi de Xiraz. O complexo que sedia Assembleia Geral foi reformado mais recentemente em 1980, quando sua capacidade foi ampliada para acomodar maior número de comitivas. Cada uma das 192 delegações ocupa seis assentos no plenário principal.

### Edifício do Secretariado

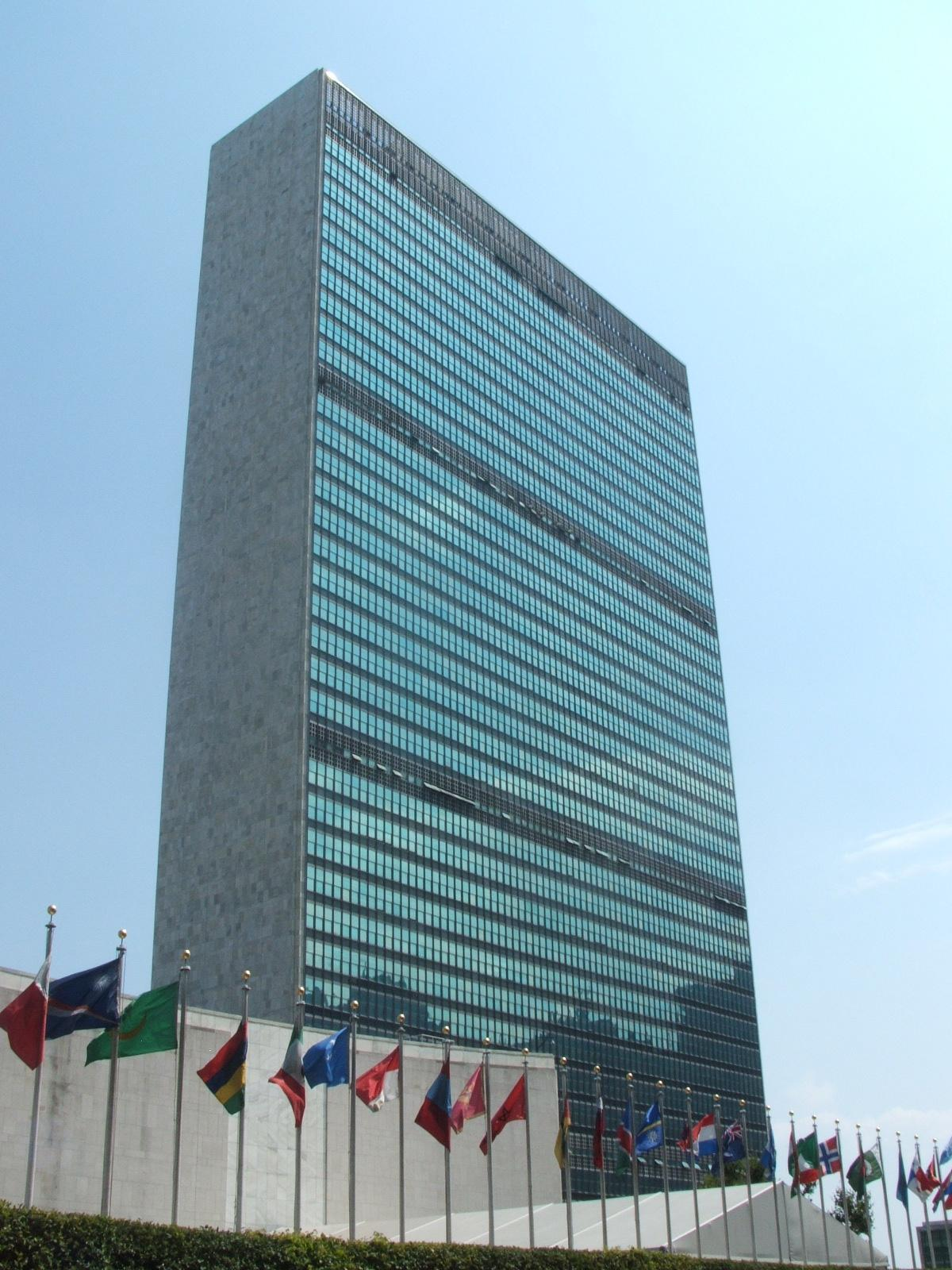
O Prédio do Secretariado das Nações Unidas.

O Edifício do Secretariado é a sede do Secretariado das Nações Unidas, um dos seis organismos que compõem o Sistema das Nações Unidas. O prédio de 39 andares e 155 metros de altura, foi projetado pelo arquiteto brasileiro Oscar Niemeyer e pelo franco-suíço Le Corbusier e inaugurado em 1952. O prédio é interligado internamente às estruturas adjacentes, como os plenários da Assembleia Geral e do Conselho de Segurança. O local sedia escritórios administrativos da organização, como o gabinete do Secretário-geral das Nações Unidas.

### Biblioteca Dag Hammarskjöld
A Biblioteca Dag Hammarskjöld foi fundada juntamente com as Nações Unidas em 1946. Era conhecida originalmente como Biblioteca das Nações Unidas, e posteriormente rebatizada para Biblioteca Internacional das Nações Unidas. Na década de 1950, através de repasses da Fundação Ford e da atuação de Dag Hammarskjöld, a organização iniciou a construção de uma nova sede para sua biblioteca; inaugurada e rebatizada em 16 de novembro de 1961. O acervo da biblioteca compreende 400 mil livros, 9,8 mil jornais e títulos periódicos, 80 mil mapas, 8,6 mil volumes de documentos da Liga das Nações e 6,5 mil livros e publicações relacionadas. A Coleção Econômica e Social da instituição está situada no mesmo prédio.

### Coleção de arte
O complexo é notório também por seus jardins e esculturas externas. Entre as esculturas icônicas, figuram a Não-Violência, representando um Colt Python cujo cano foi amarrado por um nó, presente do governo de Luxemburgo; e Espadas em Arados, uma presente da União Soviética. Próximo ao local há uma inscrição do texto de Isaías 2:4 que cita a expressão "espadas em arados". Um fragmento do Muro de Berlim também está exposto nos jardins da sede das Nações Unidas.
Outras obras de arte de propriedade das Nações Unidas são: um vitral de Marc Chagall em homenagem a Dag Hammarskjöld, o Sino da Paz Japonês (badalado anualmente na abertura da Assembleia Geral), uma escultura de marfim chinesa doada em 1974, e um mosaico veneziano representando A Regra de Ouro de Norman Rockwell. No plenário principal do Conselho de Segurança, há uma tapeçaria baseada na obra Guernica, de Picasso. Em 1952, dois murais de Léger foram instalados no hall da Assembleia Geral.
Outra obra de destaque são os painéis do artista brasileiro Cândido Portinari intitulados Guerra e Paz. Os painéis estão expostos no salão dos delegados. Encomendado pela United Nations Association of the United States of America como um presente às Nações Unidas, Portinari planejou executar a obra em solo estadunidense; no entanto, por problemas com o visto, o artista teve de realizá-los inteiramente no Rio de Janeiro. Após a conclusão, em 1957, os painéis foram levados para a sede das Nações Unidas, onde permanecem até os dias de hoje.

### Outros prédios

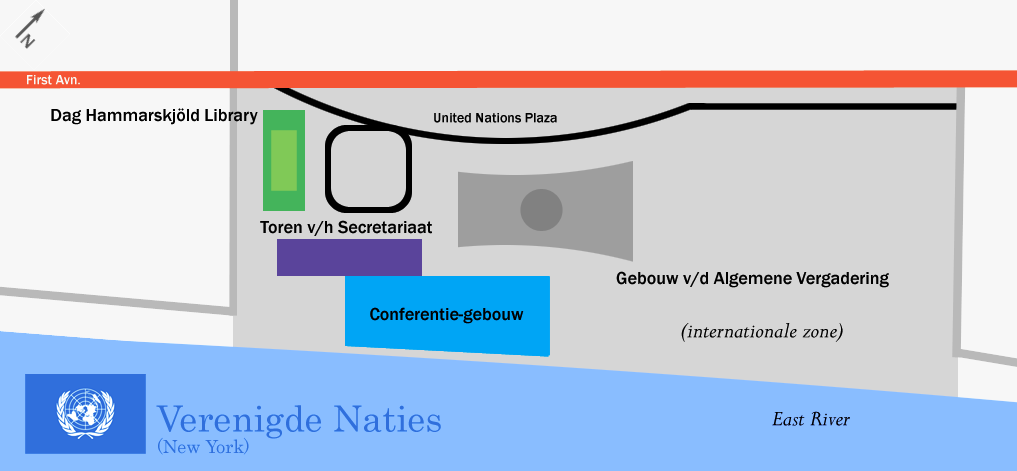
Mapa do complexo que sedia a Organização das Nações Unidas:
Prédio do Secretariado das Nações Unidas.
Salão da Assembleia Geral das Nações Unidas.
Biblioteca Dag Hammarskjöld
Edifício de Conferências

## Na cultura popular
Devido seu destaque como sede de uma organização internacional, a sede das Nações é frequentemente retratado em produções artísticas. No entanto, o único filme rodado realmente no local é The Interpreter (2005), estrelado por Nicole Kidman, que recebeu aprovação do então Secretário-geral para ter acesso ao interior do prédio. Quando não obteve autorização de filmar no interior das Nações Unidas, Alfred Hitchcock filmou Cary Grant chegando ao local no filme North by Northwest (1959). O filme também incluía uma cena em que Grant saía pela praça central, o que foi produzido através de um pintura. Na comédia The Pink Panther Strikes Again (1976), o prédio é vaporizado por Dreyfus através de um aparelho apocalíptico. O prédio aparece no jogo eletrônico Grand Theft Auto IV (2008), como sede do "Comitê de Civilização".